# Heteromorphina
Heteromorphina es un género de foraminífero bentónico de la Subfamilia Oolininae, de la Familia Ellipsolagenidae, de la Superfamilia Polymorphinoidea, del Suborden Lagenina y del Orden Lagenida. Su especie-tipo es Oolina heteromorpha. Su rango cronoestratigráfico abarca el Holoceno.

## Discusión
Clasificaciones previas incluían Heteromorphina en la Superfamilia Nodosarioidea.

## Clasificación
Heteromorphina incluye a las siguientes especies:
- Heteromorphina amplivestibulata
- Heteromorphina apiculata
  - Heteromorphina apiculata var. punctulata
- Heteromorphina calomorpha
- Heteromorphina collaris
- Heteromorphina heteromorpha
- Heteromorphina punctulata